# Virginia Slims of Dallas 1983
Virginia Slims of Dallas 1983 — тенісний турнір, що проходив на закритих кортах з килимовим покриттям Moody Coliseum у Далласі (США). Належав до Світової чемпіонської серії Вірджинії Слімс 1983. Відбувсь удванадцяте і тривав з 7 до 14 березня 1983 року. Перша сіяна Мартіна Навратілова здобула титул в одиночному розряді й отримала за це 30 тис. доларів США.

## Фінальна частина

### Одиночний розряд
Мартіна Навратілова —  Кріс Еверт-Ллойд 6–4, 6–0
- Для Навратілової це був 4-й титул в одиночному розряді за сезон і 74-й — за кар'єру.

### Парний розряд
Мартіна Навратілова /  Пем Шрайвер —  Розмарі Касалс /  Венді Тернбулл 6–3, 6–2
- Для Навратілової це був 8-й титул за сезон і 155-й — за кар'єру. Для Шрайвер це був 4-й титул за сезон і 38-й — за кар'єру.

## Розподіл призових грошей
| Дисципліна       | П       | F       | ПФ     | ЧФ     | 1/8    | 1/16   | Попер. коло |
| Одиночний розряд | $30,000 | $15,000 | $7,350 | $3,600 | $1,900 | $1,100 | $700        |